# Здеслав Старший из Штернберка
Здеслав Старший из Штернберка (чеш. Zdeslav starší ze Šternberka; ум. в 1322/1323 году) — средневековый моравский аристократ из панского рода Штернберков, высочайший коморник Моравского маркграфства, держатель замков Луков, Угерски-Острог и Медлице. Зять словацкого магната Матуша Чака Тренчинского.

## Происхождение
Здеслав Старший из Штернберка был младшим из двух сыновей моравского пана Альбрехта I из Штернберка (ум. 1299), бургграфа королевского Оломоуцкого замка, и его супруги (имя которой не сохранилось). После смерти отца Здеслава Штернберкское панство — главное владение рода — унаследовал его старший брат Альбрехт, поэтому Здеславу оставалось лишь поступить на государственную службу и стараться разными способами приобрести для себя и своих потомков собственные имения.

## Служба и собственные имения

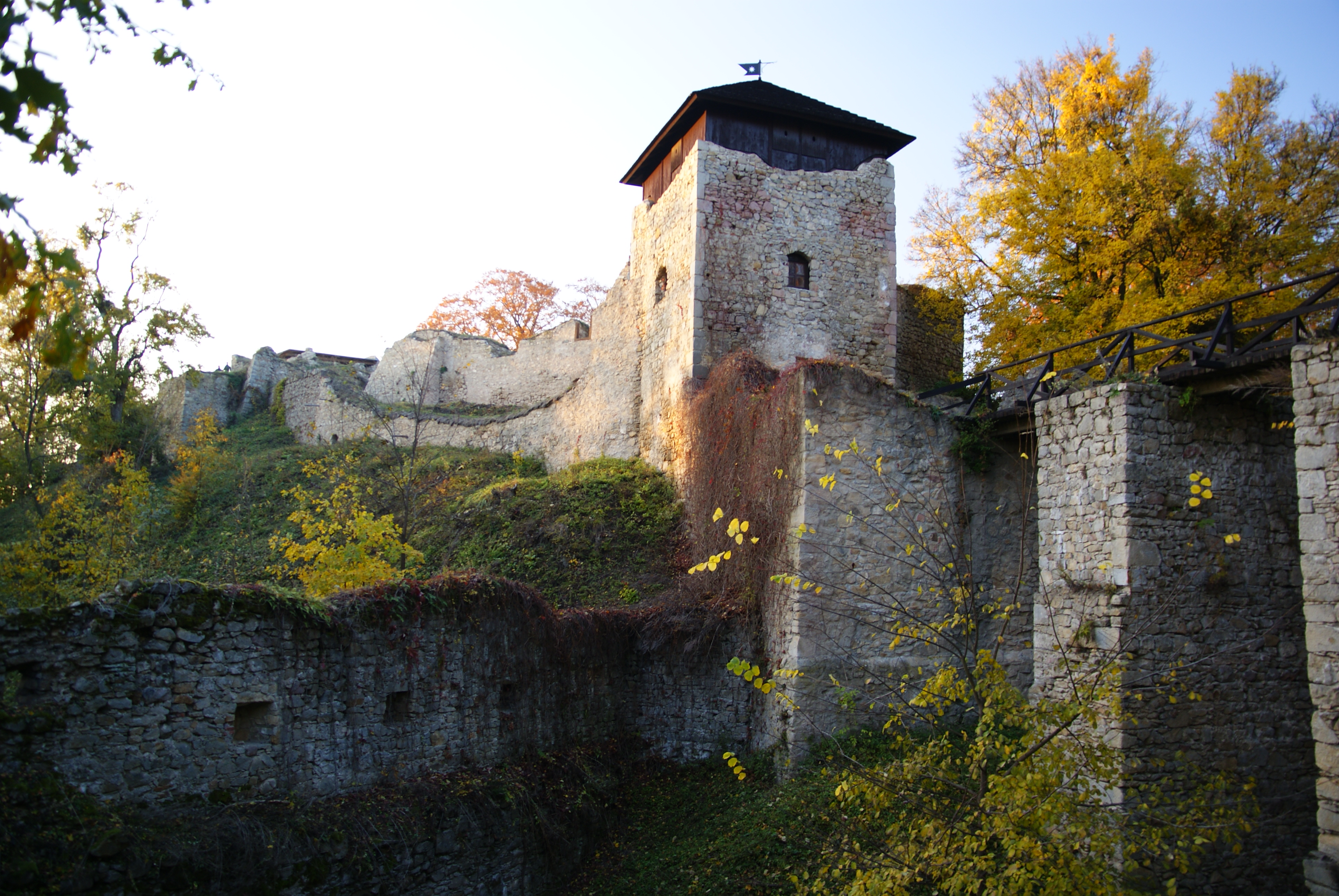
Руины моравского замка Луков

Уже под 1305 годом Здеслав из Штернберка упоминается в источниках в должности коморника Оломоуцкого земского суда, которую до него некоторое время занимали его отец и старший брат, а также в будущем займёт его старший сын Здеслав Младший. В 1308 году Здеслав Старший занял одну из четырёх важнейших должностей в Моравии — должность высочайшего коморника Моравского маркграфства. Одновременно с продвижением по карьерной лестнице Здеслав из Штернберка последовательно увеличивает свои владения на юго-востоке Моравии. Первым владением Здеслава стал королевский замок Луков в окрестностях Злина, переданный ему в залог в 1300 году, вторым — замок Медлице, полученный в лен от князя-епископа Оломоуца в 1307 году.
Летом 1316 года Здеслав со своим вторым сыном Штепаном отправился в Верхнюю Венгрию — в сентябре того же года они оба были упомянуты в грамоте Матуша Чака Тренчинского, выданной у малокарпатского замка Добра-Вода. Визит Здеслава и Штепана, судя по всему, был нацелен на укрепление родственных связей, что принесло свои плоды после смерти Матуша Чака в 1321 году — все свои обширные владения в Верхней Венгрии покойный завещал Штепану из Штернберка. Вскоре после 1318 года Здеслав Старший получил в залог стратегически важный королевский замок Угерски-Острог с панством, где вступил в длительные имущественные тяжбы с Велеградским монастырём цистерцианцев, пока, наконец, в 1322 году вместе с сыном Здеславом Младшим письменно ни признал имущественные требования монастыря.

## Семья
Имя супруги Здеслава известно благодаря дошедшей до нас грамоте от 1 ноября 1332 года, выданной в замке Луков, в которой Маркета из Штернберка (близкая родственница Матуша Чака Тренчинского), вдова Здеслава Старшего, жалует деревню Штарнов у Штернберка монастырю клариссинок в Оломоуце за спасение души её покойных мужа и старшего сына. В этом монастыре были монахинями две известные дочери Здеслава и Маркеты — Анежка и Элишка. В указанном документе упоминаются и четверо живых к тому времени сыновей Здеслава Старшего.
Старший сын Здеслава Старшего — Здеслав Младший — умер вскоре после отца около 1324 года. За свою очевидно недолгую жизнь ему удалось достичь должности коморника Оломоуцкого земского суда (1322 год). Второй сын — Штепан (ум. в 1357) — в 1321 году унаследовал по завещанию все словацкие (верхневенгерские) владения Матуша Чака Тренчинского, которые, однако, в следующие десять лет у него полностью отнял король Венгрии Шаробер. Тем не менее, уже в 1329 году Штепан унаследовал по смерти своего кузена Дивиша V основное Штернберкское панство и стал, таким образом, продолжателем генеральной моравской линии рода Штернберков. Третий сын — Ярослав (ум. в 1360) — основал забржегскую ветвь рода, четвёртый — Альбрехт (ум. в 1353) — основал светловскую ветвь, пятый — Матоуш (ум. в 1371) — основал луковско-голешовскую ветвь Штернберков.